# Giải Grammy cho album soundtrack tuyển tập xuất sắc nhất cho phương tiện truyền hình ảnh
Giải Grammy cho Tác phẩm âm nhạc biên soạn xuất sắc nhất cho phim ảnh (tiếng Anh: Best Compilation Soundtrack for Visual Media) bắt đầu được trao từ năm 2000. Năm 2000, giải thưởng được trao với tên gọi Album nhạc phim xuất sắc nhất (tiếng Anh: Best Soundtrack Album), từ năm 2001-2011 đổi thành Album nhạc phim xuất sắc nhất cho Hình động, Truyền hình và các tác phẩm giải trí về phần nhìn (tiếng Anh: Best Compilation Soundtrack Album for Motion Pictures, Television or Other Visual Media).
Từ năm 2012, hạng mục đổi tên gọi thành tên được giới thiệu ở câu đầu tiên.
Năm được ghi kèm cho biết năm mà giải thưởng được trao, dành cho tác phẩm âm nhạc được phát hành vào năm trước đó. Giải thưởng được trao cho người sản xuất album, không trao cho người thể hiện, trừ phi người sản xuất cũng chính là nghệ sĩ thể hiện.

## Nội dung thắng giải
| Year[I] | Winner(s) | Work                                               | Nominees | Ref.   |
| ------- | --- | -------------------------------------------------- | --- | ------ |
| 2000    | Phil Collins · produced by Phil Collins & Mark Mancina                                                                                             | Tarzan                                             | - The Prince of Egypt | [ 1 ]  |
| 2001    | Various Artists · produced by Cameron Crowe & Danny Bramson                                                                                        | Almost Famous                                      | - Magnolia | [ 2 ]  |
| 2002    | Various Artists · engineered/mixed by Mike Piersante & Peter F. Kurland; · produced by T-Bone Burnett                                              | O Brother, Where Art Thou?                         | - Shrek | [ 3 ]  |
| 2003    | The Funk Brothers · engineered/mixed by Kooster McAllister & Ted Greenberg; · compilation produced by Ted Greenberg, Allan Slutsky & Harry Weinger | Standing in the Shadows of Motown                  | - Y tu mamá también | [ 4 ]  |
| 2004    | Various Artists · engineered/mixed by Joel Moss & Dan Hetzel; · compilation produced by Randy Spendlove & Ric Wake                                 | Chicago                                            | - School of Rock | [ 5 ]  |
| 2005    | Various Artists · compilation produced by Zach Braff                                                                                               | Garden State                                       | - Shrek 2 - Andrew Adamson, Christopher Douridas & Michael Ostin (compilation producers) | [ 6 ]  |
| 2006    | Various Artists · compilation produced by James Austin, Stuart Benjamin & Taylor Hackford                                                          | Ray                                                | - Six Feet Under: Everything Ends - Gary Calamar, Thomas Golubic & Errol Kolosine (producers) | [ 7 ]  |
| 2007    | Joaquin Phoenix · engineered/mixed by Mike Piersante; · produced by T-Bone Burnett                                                                 | Walk the Line                                      | - Brokeback Mountain - Gustavo Santaolalla (producer) - Cars - Chris Montan & Randy Newman (producers) - Grey's Anatomy: Volume 2 - Mitchell Leib & Alexandra Patsavas (producers) - Little Miss Sunshine - DeVotchKa; Mychael Danna (producer) | [ 8 ]  |
| 2008    | The Beatles · engineered/mixed by Paul Hicks · produced by George Martin & Giles Martin                                                            | Love                                               | - Once - Glen Hansard (artist/producer); Markéta Irglová (artist) | [ 9 ]  |
| 2009    | Various Artists · produced by Jason Reitman, Margaret Yen & Peter Afterman                                                                         | Juno                                               | - Sweeney Todd: The Demon Barber of Fleet Street | [ 10 ] |
| 2010    | Various Artists · engineered/mixed by H. Sridhar, P. A. Deepak & Vivianne Chaix; · produced by A.R. Rahman                                         | Slumdog Millionaire: Music from the Motion Picture | - Twilight - Paul Katz & Alexandra Patsavas (producers) | [ 11 ] |
| 2011    | Various Artists · produced by Stephen Bruton & T Bone Burnett                                                                                      | Crazy Heart (soundtrack)                           | - The Twilight Saga: Eclipse | [ 12 ] |
| 2012    | Various Artists · engineered/mixed by Stewart Lerman; · produced by Kevin Weaver, Randall Poster & Stewart Lerman                                  | Boardwalk Empire: Volume 1                         | - True Blood: Volume 3 - Gary Calamar (producer) | [ 13 ] |
| 2013    | Various Artists · produced by Woody Allen | Midnight in Paris                                  | - Rock of Ages - Adam Anders & Peer Åström (producers) | [ 14 ] |
| 2014    | Dave Grohl · engineered/mixed by James Brown; · compilation produced by Butch Vig                                                                  | Sound City: Real to Reel                           | - Muscle Shoals - Stephan Badger & Greg Camalier (compilation producers) | [ 15 ] |
| 2015    | Various Artists · compilation produced by Kristen Anderson-Lopez, Robert Lopez, Tom MacDougall & Chris Montan                                      | Frozen                                             | - The Wolf of Wall Street – Robbie Robertson (compilation producer) | [ 15 ] |